# 瓦豪 (德国)
瓦豪（德語：Wachau）是德国萨克森州的市镇，隶属于包岑县。总面积为38.11平方千米，截至2023年12月31日总人口为4,330人。